# Bdelyrus leptomerus
Bdelyrus leptomerus е вид бръмбар от семейство Листороги бръмбари (Scarabaeidae).

## Разпространение
Видът е разпространен в Бразилия (Рорайма), Венецуела и Гвиана.